# Chaetonotus aquaticus
Chaetonotus aquaticus är en djurart som tillhör fylumet bukhårsdjur, och som beskrevs av Johannes Gessner 1930. Chaetonotus aquaticus ingår i släktet Chaetonotus och familjen Chaetonotidae. Inga underarter finns listade i Catalogue of Life.